# Molson Coors
Molson Coors Beverage Company er en amerikansk multinational bryggerikoncern med hovedkvarter i Chicago. Virksomheden blev etableret i 2005 ved en fusion mellem Molson fra Canada og Coors fra USA.
I 2016 købte Molson Coors Miller Brewing Company for ca. 12 mia. US $. Molson Coors er børsnoteret på New York Stock Exchange og Toronto Stock Exchange.